# سلطان أباد (دابوي الجنوبي)
سلطان أباد (بالفارسية: سلطان‌آباد) هي قرية تقع في إيران في قسم دابوي الجنوبی الريفي. يقدر عدد سكانها بـ 73 نسمة .